# Zychaspis
Genre
Zychaspis est un genre éteint de poissons sans mâchoires du Dévonien.
Selon Fossilworks, la famille à laquelle appartient le genre se situe dans l'ordre des Benneviaspidiformes.

## Espèces
- †Zychaspis bucovinensis (Vascautanu, 1931)
- †Zychaspis elegans (Balabai, 1962)
- †Zychaspis siemiradzkii (syn. †Cephalaspis elegans Balabai, 1962[2])

## Référence
1. ↑  (en) Preliminary description of Lower Devonian Osteostraci from Podolia (Ukrainian S.S.R.). P Janvier, Bulletin of the British Museum (Natural History) Geology 38(5) pages 309--334 (1985)
2. ↑  (en) On the cephalaspid fauna of the Podolian plateau. PP Balabai - aukovi zapysky Naukovo-pryodo-znavcogomuzeâ AN URSR, L'vov, 1962